# Ivo Uher
Ivo Uher (* 15. května 1973, Třebíč) je český místní politik a mezi lety 2006–2010 byl starostou města Třebíče.

## Biografie
Narodil se v Třebíči a v tomtéž městě vystudoval na tehdejší Střední průmyslové škole kožařské (1991).
Poté absolvoval dvouleté pomaturitní studium na třebíčské obchodní akademii, které bylo zakončeno druhou maturitní zkouškou a posléze se věnoval programování databázových aplikací a ekonomii. Později v roce 2004 vystudoval Fakultu managementu VŠE a pracoval jako projektový manažer. V roce 2004 se stal členem místního sdružení ODS a v roce 2006 byl zvolen do městského zastupitelstva a v listopadu téhož roku i starostou Třebíče, tím byl do 11. listopadu 2010. V roce 2011 byl zaměstnán ve společnosti TEDOM.

## Politika
Ivo Uher byl členem Občanské demokratické strany od srpna 2003 do září 2013. Od roku 2006 je členem městského zastupitelstva a v letech 2006 až 2010 byl starostou Třebíče. V roce 2010 byl opět zvolen z první pozice kandidátky ODS do městského zastupitelstva, ale pozici starosty neobhájil, novým starostou byl zvolen Pavel Heřman z HZNR. Koncem září 2013 uvedla média informaci, že Ivo Uher změnil politickou příslušnost a z ODS přestoupil do volebního bloku HLAVU VZHŮRU.